# 脂質
脂質（）は、生物から単離される無極性溶媒に可溶（水に不溶）な物質を総称したものである。これは特定の化学的、構造的性質ではなく、溶解度による定義であるため、脂質に分類される化合物は多岐にわたる。無極性溶媒は通常炭化水素で、これに可溶な脂肪酸、ワックス（蝋）、ステロール、一部のビタミン、アシルグリセロール、リン脂質などが一般に脂質として分類される。ただし、この定義に当てはまらない例外も多く存在する。国際純正・応用化学連合（IUPAC）でも「ゆるやかに定義された単語」（loosely defined term）としており、厳密な定義はない。生化学的定義では「長鎖脂肪酸あるいは炭化水素鎖を持つ生物体内に存在あるいは生物由来の分子」とされる。脂質は、ときに脂肪と同じ意味で用いられることがあるが、厳密には脂肪は脂質のサブグループであるトリグリセリドを指す。

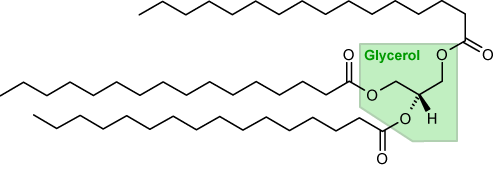
代表的な脂質であるトリアシルグリセロールの構造。脂肪酸とグリセリンがエステル結合した構造をもつ。

脂質は、タンパク質、糖、核酸とともに４つの主要生体物質の一つを構成する。膨大な数にのぼる脂質の多様性および生体内における脂質のネットワークを包括的に理解する試みとしてリピドミクス（Lipidomics）という学問分野が形成されている。同様に、脂質のより体系的な分類方法としてLIPID MAPSと呼ばれるデータベースが運営されている。リピドミクスでは、質量分析およびバイオインフォマティクスを駆使して、生体内における脂質の組成・分布（リピドームとも呼ばれる）、そして脂質間の相互作用を詳細に分析する。

## 定義
IUPACによる定義
- 非極性溶媒に可溶（疎水性）
- 生物由来の物質

伝統的な定義
- 水に不溶、または有機溶媒に可溶（疎水性）
- 脂肪酸あるいは炭化水素鎖を含む
- 生物由来の物質

LIPID MAPSの定義
- チオエステルの縮合（アシル鎖の生成）
- イソプレンの縮合（イソプレノイド鎖の生成）

により生成する分子それ自体か、その分子を構成要素として含む、疎水性あるいは両親媒性の分子。アシル鎖とイソプレノイド鎖はともに炭化水素鎖であるが、アシル鎖と異なり、イソプレノイド鎖はメチル基の周期的な分岐を特徴とする。

## LIPID MAPSによる分類

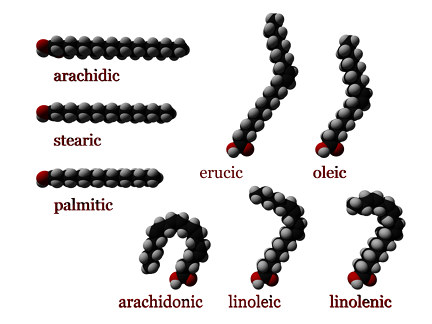
脂肪酸

グリセロール

コレステロール

LIPID MAPSでは脂質をその構造に基づいて８つに分類している。チオエステルの縮合によって生成するアシル鎖を主体とする脂質は脂肪アシルに分類される。一方、イソプレンの縮合によって生成するイソプレノイド鎖を主体とする脂質はプレノール脂質となる。アシルまたはイソプレノイドからなる炭化水素鎖がグリセロールに結合したものはグリセロ脂質に分類されるが、さらにリン酸基が結合したものは、その重要性から特にグリセロリン脂質として区別される。一方、炭化水素鎖がスフィンゴイドに結合する場合はすべてスフィンゴ脂質に分類される（リン酸基の有無に関係なく）。イソプレノイド鎖が環化によってステロイド骨格を生じたもの（例えばコレステロール）は、やはりその機能の重要性と多様性から、プレノール脂質から独立してステロール脂質に分類される。
一般的にリン脂質（Phospholipids）と呼ばれるものは親水性のリン酸基が疎水性の炭化水素鎖と結合した化合物すべてを含み、LIPID MAPSの分類におけるグリセロリン脂質とスフィンゴ脂質（スフィンゴリン脂質）にまたがっている。同様に、一般に糖脂質（Glycolipids）と呼ばれるものも、親水性である糖が疎水性の炭化水素鎖と結合した化合物すべてを含み、LIPID MAPSにおけるグリセロ脂質（グリセロ糖脂質）、スフィンゴ脂質（スフィンゴ糖脂質）、糖脂質（別定義、Saccharolipids）の３つのグループにまたがっている。これはLIPID MAPSにおいては結合する側の物質（リン酸基や糖）ではなく、基本骨格を担う物質（グリセロールやスフィンゴイド）を中心に脂質を分類しているためである。また、LIPID MAPSによる分類は実際の生合成経路の近縁関係を忠実に反映したものではない。近縁の化学物質であっても別のグループに分類されている場合がある（例えば一部のステロイド誘導体がステロール脂質ではなくプレノール脂質に分類されている）。

### 脂肪アシル (Fatty acyls;FA)
アセチルCoAとマロニルCoAの縮合（チオエステルの縮合）によって生成するアシル鎖を主体とする化合物群。カルボキシル基をもつ脂肪酸が代表例であるが、ヒドロキシル基やアルデヒド基など他の官能基をもつ化合物や、エステル結合をもつ化合物も含む。アシル鎖の長さや不飽和結合の有無で多くの種類に分かれる。不飽和結合がある場合は、その立体配置（cisおよびtrans）でも種類が分かれる。脂肪アシルに含まれる脂質の大部分は官能基をもつためその部分は親水性となり、対してアシル鎖（炭化水素鎖）は疎水性のため、分子は全体としては両親媒性となる。一方、官能基をもたない純粋な炭化水素も脂肪アシルに含まれる。これらの分子は疎水性である。
脂肪アシルの例：
- 脂肪酸（リノレン酸、エイコサノイドなど）
- 脂肪酸エステル（ワックスエステル)など
- 脂肪酸アミド（N-アシルエタノールアミンなど）
- （アシル基由来の）炭化水素（アルカン、アルケンなど）
- ソホロ脂質（糖脂質ではなく脂肪アシルに分類されている）

### グリセロ脂質(Glycerolipids;GL)
グリセロールのヒドロキシル基に炭化水素鎖（アシル鎖またはイソプレノイド鎖）がエステル結合またはエーテル結合したもの。最大で３つの炭化水素鎖が結合する。脂肪酸がエステル結合したアシルグリセロールが代表的なグリセロ脂質である。ヒドロキシル基には炭化水素鎖以外のものも結合する（糖類、リン酸基など）。リン酸基が結合する場合はグリセロリン脂質として独立して扱われる。真核生物・細菌ではほとんどの場合、脂肪酸がグリセロールにエステル結合するのに対して、古細菌ではイソプレンがエーテル結合する。
- アシルグリセロール（グリセリドまたは中性脂肪ともいう）
- グリセリルエーテル（アルキルグリセロールともいう）
- グリセロ糖脂質（２本の炭化水素鎖に加えて糖がグリセロールに結合したもの、ガラクト脂質やスルホ脂質など）
- アーキオール（グリセロールに２本のC20イソプレノイド鎖がエーテル結合したもの）
- クレンアーキーオール（グリセロールに２本のC40ジフィタン鎖がエーテル結合して環状構造をとったもの、より一般的にはGDGTという名で知られる）[9]

### グリセロリン脂質(Glycerophospholipids;GP)
グリセロールの３つのヒドロキシル基のうち一つにリン酸基が結合したもの。残り２つには炭化水素鎖（アシル鎖またはイソプレノイド鎖）がエステル結合またはエーテル結合する。グリセロリン脂質、スフィンゴ脂質およびステロール脂質の３つは生物の細胞膜を構成する主要脂質である。グリセロリン脂質のうち炭化水素鎖は疎水性であるに対し、リン酸基は親水性のため、分子全体は両親媒性である。グリセロリン脂質は通常二重膜を形成し、水に囲まれた環境では親水性のリン酸基が膜の外側に、疎水性の炭化水素鎖が内側に分布する。真核生物・細菌と古細菌では、グリセロ脂質同様、炭化水素鎖の組成（脂肪酸およびイソプレン）、結合様式（エステルおよびエーテル結合）、さらにリン酸基の立体配置が異なる（sn-3およびsn-1）。
- ホスファチジルコリン
- ホスファチジルイノシトール
- プラズマローゲン（エーテル結合とエステル結合が一つずつ）
- エーテル型リン脂質（アーキオールなどのグリセロ脂質において、残る１つのヒドロキシル基にリン酸基がついたもの）

### スフィンゴ脂質(Sphingolipids;SP)
スフィンゴ脂質は、長い炭化水素鎖を含むアルカノールアミン（スフィンゴイドと呼ばれる）を共通の構造としてもつ脂質の総称。グリセロ脂質・グリセロリン脂質と異なり、グリセロールは関与しない。また、リン酸基や糖などの有無によって独立したグループに分けることはなく、スフィンゴイドを基盤とするものはすべてスフィンゴ脂質に分類される。
- スフィンゴシン（最も簡単なスフィンゴイド）

- セラミド（スフィンゴシンに脂肪酸がアミド結合したもの）
- スフィンゴリン脂質（セラミドにリン酸基を含む基が結合したもの、スフィンゴミエリンなど）
- スフィンゴ糖脂質（セラミドに糖類が結合したもの、ガングリオシドなど）

### ステロール脂質(Sterol lipids;ST)
テルペノイド（イソプレンの縮合とその後の修飾によって生成する化合物、イソプレノイドともいう）のサブグループ。単にステロールと呼ぶ場合が多い。イソプレノイドのうち、ステロイド骨格を有するもの（ステロイド）がステロール脂質に含まれるが、コレステロールと同じ炭素骨格を有さない、またはコレステロールを前駆体としないステロイドの一部はプレノール脂質に分類されている（例えばProtostaneやFusidane）。動物における、コレステロールおよびそこから誘導されるステロイドホルモンの重要性と機能的な多様性のため、ステロール脂質はプレノール脂質から独立したグループとして扱われている。ステロールがもつヒドロキシル基が親水性を示すのに対して、ステロイド骨格（４縮合環構造）自体は疎水性のため、分子全体は両親媒性である。ステロールが細胞膜の構成物質として機能する一方、ステロイドホルモンはシグナル伝達に関与する。
- ステロール（ステロイドのうちC-3位にヒドロキシル基をもつもの、コレステロールなど）
- ステロイドホルモン（エストロゲン、アンドロステロンなど）
- 胆汁酸（コレステロール誘導体の一つ、コール酸骨格をもつ）

### プレノール脂質 (Prenol lipids;PR)
ステロール脂質以外のテルペノイド（イソプレノイド）。上記のように実際は一部ステロールを含む。イソプレン単位の数により、多くの種類に分かれる（例を参照）。ステロールを含めてトリテルペノイドは細胞膜の構成物質である。イソプレノイド鎖はキノン、ヘム、クロロフィルの側鎖としても用いられる。いくつかのビタミン（ビタミンA、ビタミンDなど）もテルペノイドであり、プレノール脂質に含まれる。テルペノイドは全体として非常に幅広い機能を有する。
- カロテノイド（C40テルペノイド：リコペン、β-カロテンなど）
- レチナール（β-カロテンの誘導体）
- トリテルペノイド（C30テルペノイド：スクアレン、ホパノイドなど）- ステロールは構造的には本来このグループに属する
- ジテルペノイド（C20テルペノイド）
- セスキテルペノイド（C15テルペノイド）

### 糖脂質(Saccharolipids;SL)
糖と炭化水素鎖が結合したもののうち、グリセロ糖脂質およびスフィンゴ糖脂質以外のもの。一般に言われる糖脂質（Glycolipid）とは定義が違うことに注意。
- リピッドA

### ポリケチド(Polyketides;PK)
チオエステルの縮合から出発し、脂肪酸と類似する生合成経路を経由して作られる化合物の総称。二次代謝産物の代表例。ポリケチドは全体として非常に広範な機能を有する。
- マクロライド
- テトラサイクリン

## その他の分類

### Bloorによる分類
Bloorの分類に基づき、栄養学などの分野では脂質を単純脂質・複合脂質・誘導脂質の3種類に分ける場合が多い。しかし、この分類は百年前に提案されたものであり、その後の研究の進展状況を必ずしも反映していない。

#### 単純脂質 (Simple Lipids)
アルコールと脂肪酸がエステル結合したもの。生物に多く見られるのは、アルコールとしてグリセリンをもつもので、アシルグリセロールと呼ぶ。生体中では主に脂肪として蓄えられ、エネルギーの貯蔵や組織の保護などに利用される。エステル結合した脂肪酸の数によってモノグリセライド・ジグリセリド・トリグリセリドと分けられる。エーテル型脂質のアルキルエーテルアシルグリセロール（アルキルエーテルグリセリド）もここに分類される。アルコールとして長鎖アルコールを持つものは蝋と呼ぶ。動物や植物表面に多く見られ、保護物質として働いている。一部の植物を除いて、エネルギー源とはならない。グリセリンの代わりに、スフィンゴシンとアルコールがアミド結合したセラミドも単純脂質に分類される。
- アシルグリセロール
- ワックスエステル
- セラミド

#### 複合脂質 (Complex lipids/Compound lipids)

複合脂質の1種、リン脂質の構造。数種類の部分から組みあがった構造をもつ。

複合脂質は、部分構造としてリン酸エステルを持つリン脂質と、糖が結合した糖脂質に大別される。また、複合脂質の骨格となる分子は一般的にグリセリンあるいはスフィンゴシンのみであるため、これらを基準としてグリセロ脂質とスフィンゴ脂質に分類することもある。両親媒性を持つものが多く、細胞膜の脂質二重層の主要な構成要素であるほか、体内での情報伝達などに関わる。脂質とタンパク質が複合したリポタンパク質をここに含めることもある。
- リン脂質 (Phospholipids)
  - スフィンゴリン脂質
  - グリセロリン脂質
- 糖脂質 (Glycolipids)
  - スフィンゴ糖脂質
  - グリセロ糖脂質
- リポタンパク質
- スルホ脂質

#### 誘導脂質 (Derived lipids)
単純脂質や複合脂質から、加水分解によって誘導される疎水性化合物を指す。テルペノイド（ステロイド、カロテノイドなど）もここに含めることが多いが、多くのテルペノイドは単純脂質・複合脂質から誘導されるわけではなく、まったく別の経路で生成する。身体の構成、エネルギー貯蔵の他、ホルモンをはじめとする生理活性物質としてはたらく。
- 脂肪酸
- テルペノイド

### 極性による分類
脂質は極性(両親媒性)の有無によって分類されることもある。

#### 極性脂質 (Polar lipids)
- リン脂質
- 糖脂質

#### 非極性脂質 (Non polar lipids)
中性脂質 (Neutral lipids)ともいう。
- 脂肪酸
- 脂肪族アルコール(高級アルコール)
- アシルグリセロール
- ワックスエステル
- テルペノイド

### けん化性による分類
鹸化性すなわち加水分解されるかどうかによる分類。

#### けん化性脂質 (Saponifiable)
- アシルグリセロール
- ワックスエステル
- ジオール脂質
- リン脂質
- 糖脂質

#### 非けん化性脂質 (Non-saponifiable)
- 脂肪酸
- テルペノイド